# Parafia św. Rocha w Zamarskach
Parafia Świętego Rocha w Zamarskach – parafia rzymskokatolicka w Zamarskach, należąca do dekanatu Goleszów, diecezji bielsko-żywieckiej. Erygowana 21 stycznia 1981, w 2005 liczyła ponad 800 wiernych.
Pierwsza wzmianka o Zamarskach pochodzi z 1223 kiedy to biskup wrocławski Wawrzyniec podarował zakonnicom kościoła św. Zbawiciela w Rybniku dziesięcinę biskupią z czternastu wsi kasztelanii cieszyńskiej. Pierwszy drewniany kościół w Zamarskach spalił się przed lub w 1585 roku. Odbudowana dzwonnica z nowym dzwonem służyła jako dzwonnica cmentarna i została błędnie określona w dokumencie kościelnej wizytacji z 1652 roku jako kościół filialny parafii cieszyńskiej, później parafii w Hażlachu. Początkowo kościół jako filialny był pod wezwaniem Najświętszego Serca Jezusa. Erygowanie parafii pod wezwaniem św. Rocha nastąpiło 21 stycznia 1981.